# Жао ми је, ниси мој тип (роман)
Жао ми је, ниси мој тип је љубавни роман ауторке Ане Царленга (итал. Anna Zarlenga).

## О ауторки
Ана Царленга рођена је 1979. године у Напуљу. Има диплому из савремене књижевности. Наставница и мајка са пуним радним временом, блогерка, заљубљеник у књиге. Почела је да пише помало забаве ради, и од тог тренутка више није стала.